# تاباكولو برازيليا
تاباكولو برازيليا (الاسم العلمي: Scytalopus novacapitalis) (بالإنجليزية: Brasilia Tapaculo)‏ هو نوع من الطيور يتبع جنس التاباكولو من فصيلة التاباكولات.